# Vittadinia
Vittadinia é um género botânico pertencente à família Asteraceae.